# Division 2 1976/77
Die Division 2 1976/77 war die 38. Austragung der zweithöchsten französischen Fußballliga. Es handelte sich seit 1970 um eine offene Meisterschaft mit Profis und Amateuren. Zweitligameister wurde Racing Club Strasbourg.

## Vereine
Teilnahmeberechtigt waren die 27 Vereine, die nach der vorangegangenen Spielzeit weder in die erste Division auf- noch in die dritte Liga (National) abgestiegen waren; dazu kamen drei Erstligaabsteiger und sechs Aufsteiger aus der National. Diese 36 Teilnehmer spielten in zwei überwiegend nach regionalen Gesichtspunkten eingeteilten Gruppen (eine mit Mannschaften aus dem Norden und Westen sowie eine mit Teams aus dem Süden und Osten).
Somit spielten in dieser Saison folgende Mannschaften um die Meisterschaft der Division 2: Absteiger
- Gruppe A: Paris FC, Red Star FC, Entente Bagneaux-Fontainebleau-Nemours, AJ Auxerre, Aufsteiger FC Bourges, Aufsteiger US Tavaux-Damparis, FC Gueugnon, AS Angoulême, US Toulouse, AS Béziers, FC Sète, Aufsteiger AC Arles, Absteiger Olympique Avignon, FC Martigues, SC Toulon, AS Cannes, Absteiger AS Monaco, Gazélec FC Ajaccio
- Gruppe B: US Dunkerque, SC Hazebrouck, US Grand Boulogne, Aufsteiger US Nœux-les-Mines, SC Amiens, EAC Chaumont, SAS Épinal, SR Saint-Dié, Absteiger Racing Strasbourg, Racing Club Franc-Comtois Besançon, FC Rouen, SM Caen, Aufsteiger Amicale Lucé, Stade Brest, Aufsteiger Stade Quimper, FC Lorient, FC Tours, LB Châteauroux

Aufstiegsberechtigt waren die jeweiligen Gruppenersten sowie der Gewinner der Play-offs zwischen den beiden Zweitplatzierten. Eine Relegation zwischen den am schlechtesten platzierten Erstligisten, die nicht direkt abstiegen, und den besten, nicht direkt aufstiegsberechtigten Zweitligisten gab es auch diesmal nicht.

## Saisonverlauf
Jede Mannschaft trug gegen jeden Gruppengegner ein Hin- und ein Rückspiel aus, einmal vor eigenem Publikum und einmal auswärts. Es galt die Zwei-Punkte-Regel; bei Punktgleichheit gab die Tordifferenz den Ausschlag für die Platzierung. Die Bonuspunktregelung zur Förderung des Angriffsfußballs war zu dieser Saison wieder abgeschafft worden. In Frankreich wird bei der Angabe des Punktverhältnisses ausschließlich die Zahl der Pluspunkte genannt; hier geschieht dies in der in Deutschland zu Zeiten der 2-Punkte-Regel üblichen Notation.
Mit Strasbourg und Monaco schafften zwei der drei Erstligaabsteiger auf Anhieb die umgehende Rückkehr in die Division 1, während sich bis zum letzten Spieltag noch drei Mannschaften (Gueugnon, Toulon und Rouen) Chancen ausrechnen konnten, den dritten Aufsteiger zu stellen. Dies gelang in den Barrages schließlich den „Roten Teufeln“ aus Rouen. Unter den Neulingen aus der dritten Division schlossen die drei Teams in der Gruppe B (Lucé, Quimper und Nœux) die Spielzeit in der oberen Tabellenhälfte ab, während in der anderen Gruppe alle drei Mannschaften gegen den sofortigen Wiederabstieg kämpften, den schließlich nur Arles vermeiden konnte, während Bourges und Tavaux-Damparis – gemeinsam mit dem traditionsreichen FC Sète – schon relativ frühzeitig abgeschlagen waren. In den 612 Begegnungen wurden 1.618 Treffer erzielt; das entspricht einem Mittelwert von 2,64 Toren je Spiel. Erfolgreichste Torschützen waren in Gruppe A Delio Onnis (Monaco) mit 30 und in Gruppe B Albert Gemmrich (Strasbourg) mit 24 Treffern; die Liga-Torjägerkrone gewann somit der Argentinier Onnis.
Zur folgenden Spielzeit kamen mit SCO Angers, OSC Lille und Stade Rennes drei Absteiger aus der Division 1 hinzu; aus der dritthöchsten Liga stiegen sechs Mannschaften direkt auf, und zwar Olympique Alès, US Melun, SR Haguenau, EA Guingamp, AS Poissy und FC Limoges.

## Abschlusstabellen

### Gruppe A
| Pl. | Verein                   | Sp. | S  | U  | N  | Tore    | Diff. | Punkte |
| --- | ------------------------ | --- | -- | -- | -- | ------- | ----- | ------ |
| 1.  | AS Monaco (A)            | 34  | 19 | 10 | 5  | 064:350 | +29   | 48:20  |
| 2.  | FC Gueugnon              | 34  | 18 | 9  | 7  | 054:320 | +22   | 45:23  |
| 3.  | SC Toulon                | 34  | 16 | 12 | 6  | 049:300 | +19   | 44:24  |
| 4.  | Olympique Avignon (A)    | 34  | 15 | 10 | 9  | 053:310 | +22   | 40:28  |
| 5.  | AJ Auxerre               | 34  | 13 | 12 | 9  | 048:300 | +18   | 38:30  |
| 6.  | US Toulouse              | 34  | 15 | 7  | 12 | 072:600 | +12   | 37:31  |
| 7.  | AS Angoulême             | 34  | 16 | 5  | 13 | 050:460 | +4    | 37:31  |
| 8.  | AS Béziers               | 34  | 14 | 9  | 11 | 041:500 | −9    | 37:31  |
| 9.  | Red Star FC              | 34  | 14 | 8  | 12 | 038:320 | +6    | 36:32  |
| 10. | FC Martigues             | 34  | 14 | 7  | 13 | 051:470 | +4    | 35:33  |
| 11. | AS Cannes                | 34  | 14 | 7  | 13 | 048:460 | +2    | 35:33  |
| 12. | Paris FC                 | 34  | 12 | 10 | 12 | 049:330 | +16   | 34:34  |
| 13. | EB Fontainebleau-Nemours | 34  | 13 | 4  | 17 | 040:410 | −1    | 30:38  |
| 14. | AC Arles (N)             | 34  | 9  | 12 | 13 | 037:460 | −9    | 30:38  |
| 15. | Gazélec FC Ajaccio       | 34  | 9  | 11 | 14 | 033:470 | −14   | 29:39  |
| 16. | FC Bourges (N)           | 34  | 6  | 9  | 19 | 029:560 | −27   | 21:47  |
| 17. | US Tavaux-Damparis (N)   | 34  | 7  | 7  | 20 | 038:690 | −31   | 21:47  |
| 18. | FC Sète                  | 34  | 5  | 5  | 24 | 026:890 | −63   | 15:53  |

Platzierungskriterien: 1. Punkte – 2. Tordifferenz – 3. geschossene Tore

| (A) | Absteiger aus der Division 1 1975/76 |
| (N) | Neuaufsteiger                        |

### Gruppe B
| Pl. | Verein                | Sp. | S  | U  | N  | Tore    | Diff. | Punkte |
| --- | --------------------- | --- | -- | -- | -- | ------- | ----- | ------ |
| 1.  | Racing Strasbourg (A) | 34  | 23 | 3  | 8  | 084:260 | +58   | 49:19  |
| 2.  | FC Rouen              | 34  | 17 | 10 | 7  | 062:390 | +23   | 44:24  |
| 3.  | FC Tours              | 34  | 14 | 11 | 9  | 058:440 | +14   | 39:29  |
| 4.  | Amicale Lucé (N)      | 34  | 14 | 9  | 11 | 047:430 | +4    | 37:31  |
| 5.  | Stade Quimper (N)     | 34  | 15 | 6  | 13 | 048:440 | +4    | 36:32  |
| 6.  | Racing FC Besançon    | 34  | 14 | 8  | 12 | 045:430 | +2    | 36:32  |
| 7.  | SAS Épinal            | 34  | 13 | 9  | 12 | 044:500 | −6    | 35:33  |
| 8.  | LB Châteauroux        | 34  | 13 | 8  | 13 | 041:420 | −1    | 34:34  |
| 9.  | US Nœux-les-Mines (N) | 34  | 11 | 11 | 12 | 031:310 | ±0    | 33:35  |
| 10. | Stade Brest           | 34  | 12 | 8  | 14 | 039:440 | −5    | 32:36  |
| 11. | EAC Chaumont          | 34  | 13 | 6  | 15 | 044:650 | −21   | 32:36  |
| 12. | US Dunkerque          | 34  | 9  | 13 | 12 | 042:470 | −5    | 31:37  |
| 13. | SR Saint-Dié          | 34  | 8  | 15 | 11 | 027:450 | −18   | 31:37  |
| 14. | US Grand Boulogne     | 34  | 11 | 8  | 15 | 036:400 | −4    | 30:38  |
| 15. | SM Caen               | 34  | 11 | 8  | 15 | 043:510 | −8    | 30:38  |
| 16. | FC Lorient            | 34  | 9  | 10 | 15 | 036:460 | −10   | 28:40  |
| 17. | SC Amiens             | 34  | 9  | 10 | 15 | 036:500 | −14   | 28:40  |
| 18. | SC Hazebrouck         | 34  | 9  | 9  | 16 | 035:480 | −13   | 27:41  |

Platzierungskriterien: 1. Punkte – 2. Tordifferenz – 3. geschossene Tore

| (A) | Absteiger aus der Division 1 1975/76 |
| (N) | Neuaufsteiger                        |

## Ermittlung des Meisters
Die beiden Gruppensieger trafen in Hin- und Rückspiel aufeinander, um den diesjährigen Meister der Division 2 zu ermitteln. Dabei setzte sich Racing Strasbourg vor eigenem Publikum mit 2:0 durch und erreichte im Fürstentum Monaco ein 1:1, wodurch die Elsässer sich den Meistertitel sicherten.
| Gruppe B          | Gesamt | Gruppe A  | Hinspiel | Rückspiel |
| ----------------- | ------ | --------- | -------- | --------- |
| Racing Strasbourg | 3:1    | AS Monaco | 2:0      | 1:1       |

## Relegation
Nach dem gleichen Modus kämpften die beiden Gruppenzweiten um einen weiteren Aufstiegsplatz in die höchste Spielklasse. Hierbei gewann der FC Gueugnon sein Heimspiel mit 2:1, unterlag anschließend aber in Rouen mit 0:3, so dass die Normannen als dritte Mannschaft in die erste Liga einzogen.
| Gruppe A    | Gesamt | Gruppe B | Hinspiel | Rückspiel |
| ----------- | ------ | -------- | -------- | --------- |
| FC Gueugnon | 2:4    | FC Rouen | 2:1      | 0:3       |